# Baconsthorpe
 Baconsthorpe é uma cidade e freguesia no distrito de North Norfolk em Norfolk, Inglaterra, cerca de 22,1 milhas (35,6 km) de Norwich. A paróquia tem uma área de 553 hectares e uma população de 232 pelo censo de 2001
.

## Gallery

Baconsthorpe
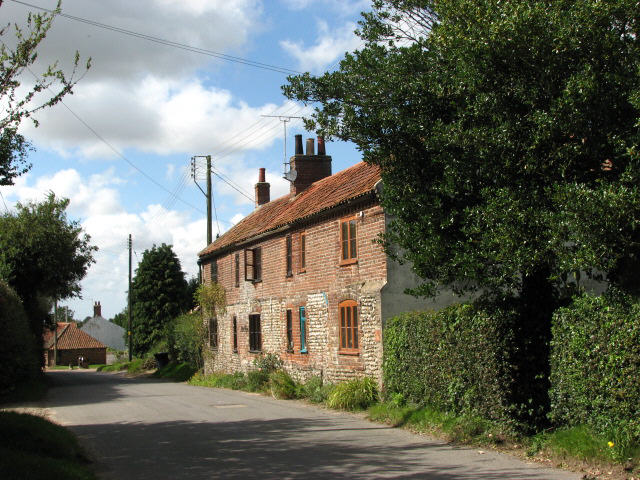
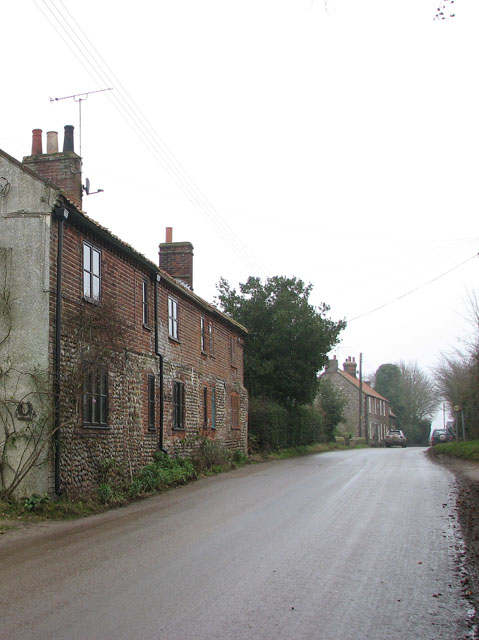
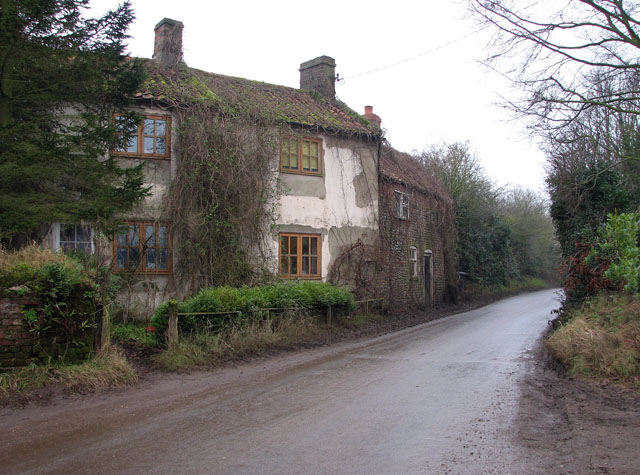
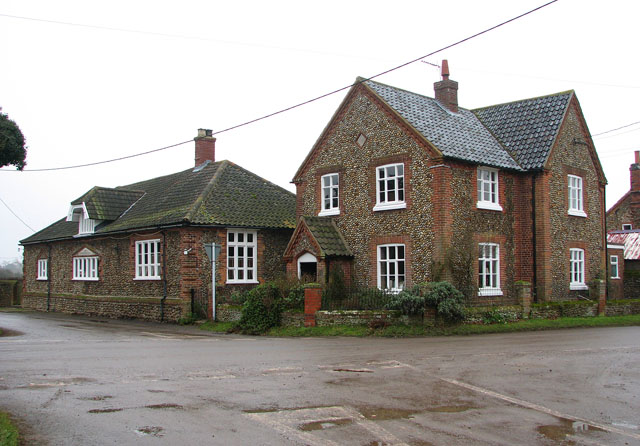
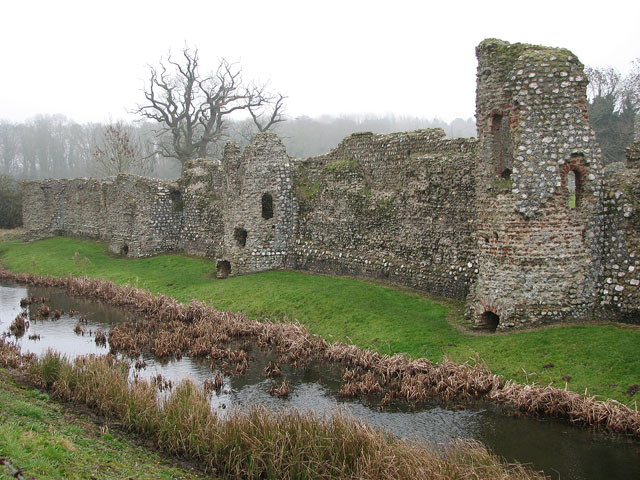
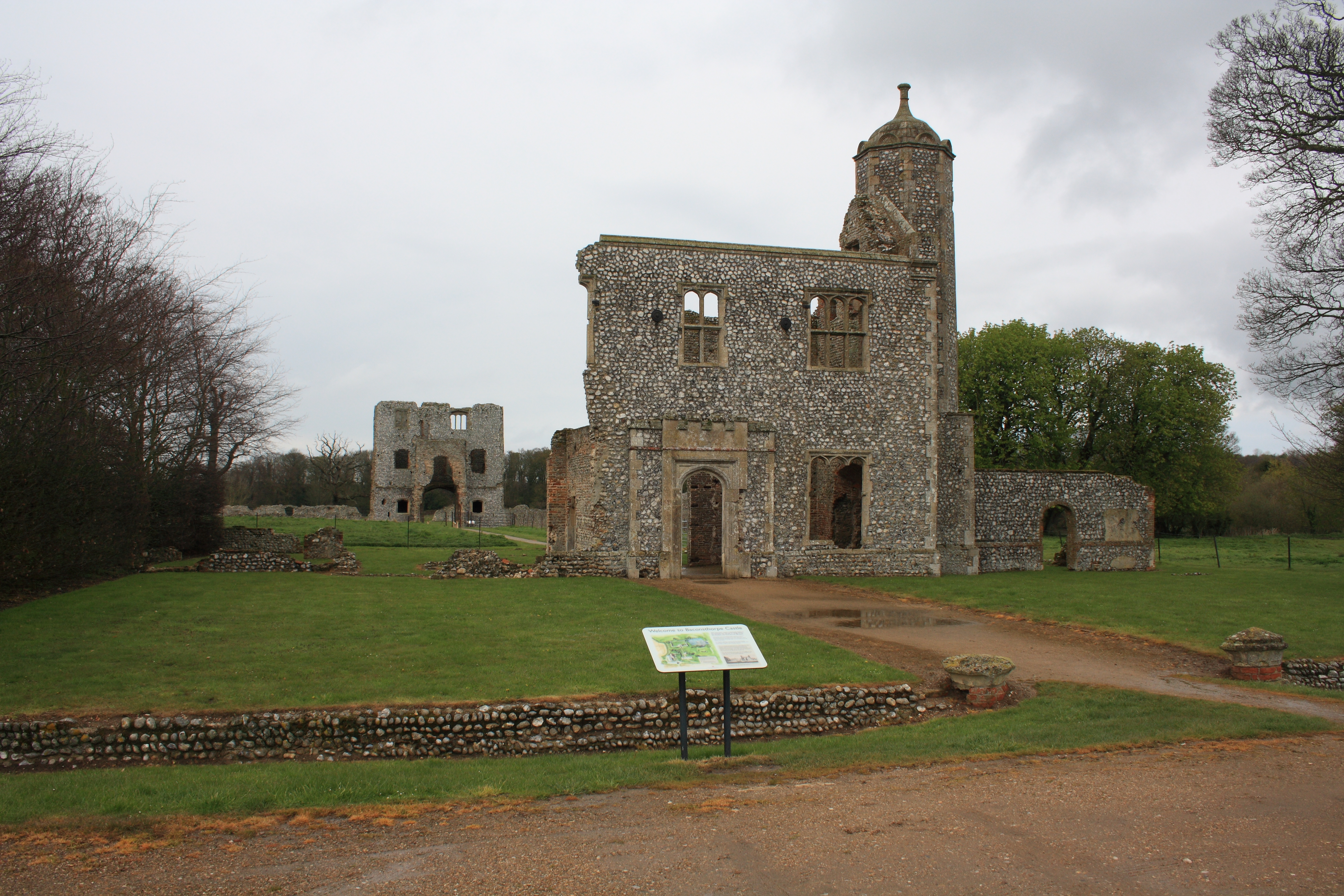
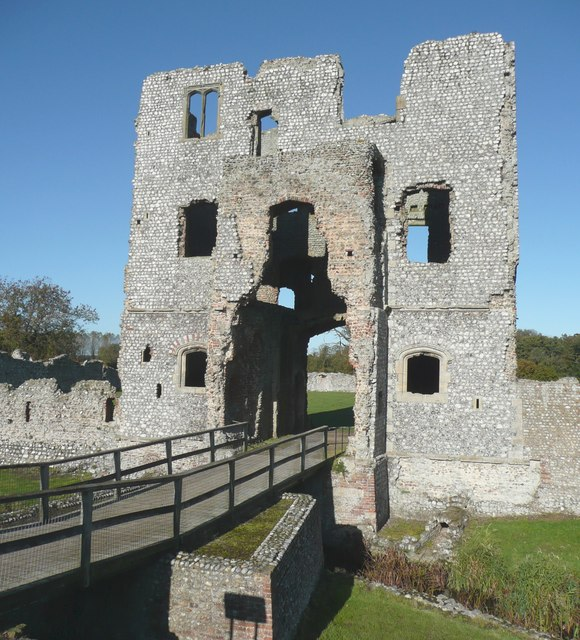
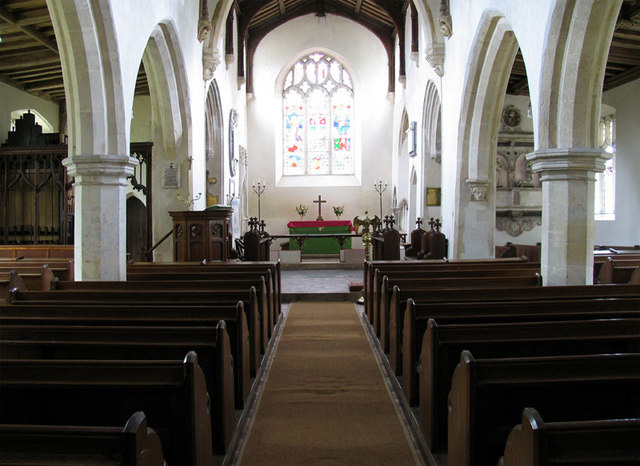